# Рычков, Евгений Юрьевич
Евгений Юрьевич Рычков (род. 2 июля 1975, Москва) — советский и российский хоккеист, защитник.

## Биография
Сын хоккеиста и тренера Юря Рычкова. Воспитанник московского «Спартака». Выступал за команды «Авангард» Омск (1992/93 — 1993/94), «Спартак» (1994/95), «Крылья Советов-2» (1994/95 — 1995/96), «Крылья Советов» (2 матча в начале сезона-1995/96), «Витязь» Подольск — Чехов (1997/98 — 1999/2000).
Окончил МГАФК, Финансовую академию при правительстве РФ.
Руководитель тверского филиала «Ингосстраха», фонда капремонта многоквартирных домов Тверской области, советник губернатора Тверской области по вопросам физкультуры и спорта (2000—2016). Исполнительный директор ТХК (2013—2014). Первый заместитель Генерального директора Ночной хоккейной лиги (2016—2017), директор/спортивный директор академии хоккея «Ак Барс» (2017—2020). Главный тренер хоккейной академии «Динамо» имени Чернышова. Руководитель хоккейной школы «Авангард» Москва.